# Salvazaon curticornis
Salvazaon curticornis är en skalbaggsart som först beskrevs av Maurice Pic 1939.  Salvazaon curticornis ingår i släktet Salvazaon och familjen långhorningar. Inga underarter finns listade i Catalogue of Life.